# Liudong (köpinghuvudort i Kina, Hubei Sheng, lat 33,16, long 111,12)
Liudong (kinesiska: 刘洞, 刘洞镇) är en köpinghuvudort i Kina. Den ligger i provinsen Hubei, i den centrala delen av landet, omkring 410 kilometer nordväst om provinshuvudstaden Wuhan. Antalet invånare är 14 818. Befolkningen består av 7 202 kvinnor och 7 616 män. Barn under 15 år utgör 20,0 %, vuxna 15-64 år 68 %, och äldre över 65 år 10,0 %.
Runt Liudong är det ganska tätbefolkat, med 144 invånare per kvadratkilometer. Närmaste större samhälle är Nanhuatang, 19,6 km väster om Liudong. Trakten runt Liudong består till största delen av jordbruksmark.
Genomsnittlig årsnederbörd är 904 millimeter. Den regnigaste månaden är juli, med i genomsnitt 157 mm nederbörd, och den torraste är januari, med 6 mm nederbörd.